# Flemløse-Steine
Die Flemløse-Steine (dänisch Flemløse Stenen) 1 und 2 sind zwei Runensteine, die heute im Park von Schloss Jægerspris auf der dänischen Insel Seeland stehen.

## Flemløse 1
Der schmucklose Stein von Flemløse 1 (DR 192 oder DK Fyn 2) wurde 1623 auf dem Friedhof von Flemløse auf Fünen in Dänemark wiedergefunden. Thomas Nafnsen, der Pfarrer von Flemløse 1553–1598, berichtet 1606, dass er nach Voldtofte Mark gehörte. Jon Skonvig (1600–1664) schreibt dagegen, dass er von einem großen Hügel in der Nähe der Kirche stamme, und Thomas Bang (1600–1661), dass er bei Flemløse gegenüber dem Lammemose stand. 1842 wurde er von Friedrich VII. (1808–1863) übernommen und seit 1854 steht er im Schlosspark von Jægerspris etwa 20 m nördlich des Grabes von Louise Gräfin Danner neben dem Runenstein Flemløse 2 und dem Sønderbystein. Der auf 750 bis 900 n. Chr. datierte Stein aus Granit ist 1,75 m hoch, 86 cm breit und 56 cm dick. Er ist einer der ältesten Runensteine Dänemarks. 
Er ist gut erhalten, aber einzelne der 11 bis 16 cm hohen Runen fehlen, darunter die gesamte vierte Zeile, aber sie können auf der Basis der alten Zeichnungen ergänzt werden. Der in Bustrophedon („furchenwendig“) geschriebene von unten links zu lesende im Runensteinstil RAK geschriebene Text lautet:
„Nach Roulv steht dieser Stein. Er war ein guter {NuRa} Priester, die Söhne haben ihn aufgestellt. Ávarr machte die Runen.“

## Flemløse 2
Der Stein von Flemløse 2 (DR 193; DK Fyn 3) ist ein Runenstein, der 1840 in  Flemløse auf Fünen gefunden wurde. Bei der Entdeckung lag er vor dem Tor eines Bauernhofes in Voldtofte. Der ursprüngliche Standort des Steins ist unbekannt. Vom Runentext ist nur „ruulfR sis“ (Rolf setzte) erhalten. Der Stein ist einer der ältesten Runensteine in Dänemark.

## Runenstein von Sønderby
Vom Runenstein von Sønderby gibt es einen Bericht aus dem Jahre 1809 von Pastor Halsøe aus Sønderby. Er schreibt: „… in einer Mauer bei Schloss Frederiksgave auf Fünen steht ein Stein von 1,25 bis 1,9 m Höhe, der von einem abgetragenen Hügel auf einem Feld stammt“. 1854 kam der 1,46 m hohe und 22 bis 55 cm breite Stein nach Kopenhagen und später nach Schloss Jægerspris. 1930 wurden alle drei Runensteine um den Grabhügel der Gräfin Danner aufgestellt.